# Leticia Zepeda Martínez
Leticia Zepeda Martínez (Chapa de Mota, Estado de México, 7 de julio de 1976) es una política mexicana, miembro del Partido Acción Nacional (PAN). Ha sido en tres ocasiones presidenta municipal de Chapa de Mota, en dos diputada al Congreso del Estado de México y en una diputada federal, de 2021 a 2024.

## Biografía
Es licenciada en Contaduría Pública egresada de la Universidad Autónoma del Estado de México (UAEM). Ejerció su profesión en una despacho particular en 1997 y el mismo año ocupó el cargo de asistente al contribuyente de la Secretaría de Hacienda y Crédito Público del estado de México. En 2002 fue administradora de la empresa Comercial de metales y refacciones S.A de C.V.
En las elecciones de 2003 es elegida por primera ocasión diputada al Congreso del Estado de México, por el principio de representación proporcional a la LV Legislatura que concluyó en 2006. En ésta año, es elegida ahora por primera ocasión presidenta municipal de Chapa de Mota, ejerciendo su gobierno del 18 de agosto de 2006 al 17 de agosto de 2009.
En las elecciones de 2011 es coordinadora de la campaña del candidato del PAN a la gubernatura del Estado de México, Luis Felipe Bravo Mena y en las de 2012 por segunda ocasión diputada local, nuevamente por el principio de representación proporcional a la LVIII Legislatura de 2012 a 2015.
En 2015 gana por segunda ocasión la presidencia municipal de Chapa de Mota para el periodo del 1 de enero de 2016 al 31 de diciembre de 2018, y en las elecciones de 2018 es reelegida al mismo cargo, para el periodo del 1 de enero de 2019 al 31 de diciembre de 2021.
Sin embargo, se separó de la presidencia municipal mediante licencia el 8 de marzo de 2021, por 90 días para ser candidata a diputada federal por el principio de representación, su licencia venció el día 8 de julio en que se reincorporó al cargo, pero en virtud de haber sido elegida diputada federal solicitó licencia definitiva a la alcaldía el 5 de agosto y el Congreso del Estado de México designó a Job Alcántara Paz para concluir el cargo.
Asumió la diputación federa el 1 de septiembre de 2021 para la LXV Legislatura que concluirá en 2024. En la Cámara de Diputados fue secretaria de las comisiones de Presupuesto y Cuenta Pública; y, de Salud; así como integrante de la comisión de Recursos Hidráulicos, Agua Potable y Saneamiento.